# 古代の植民都市

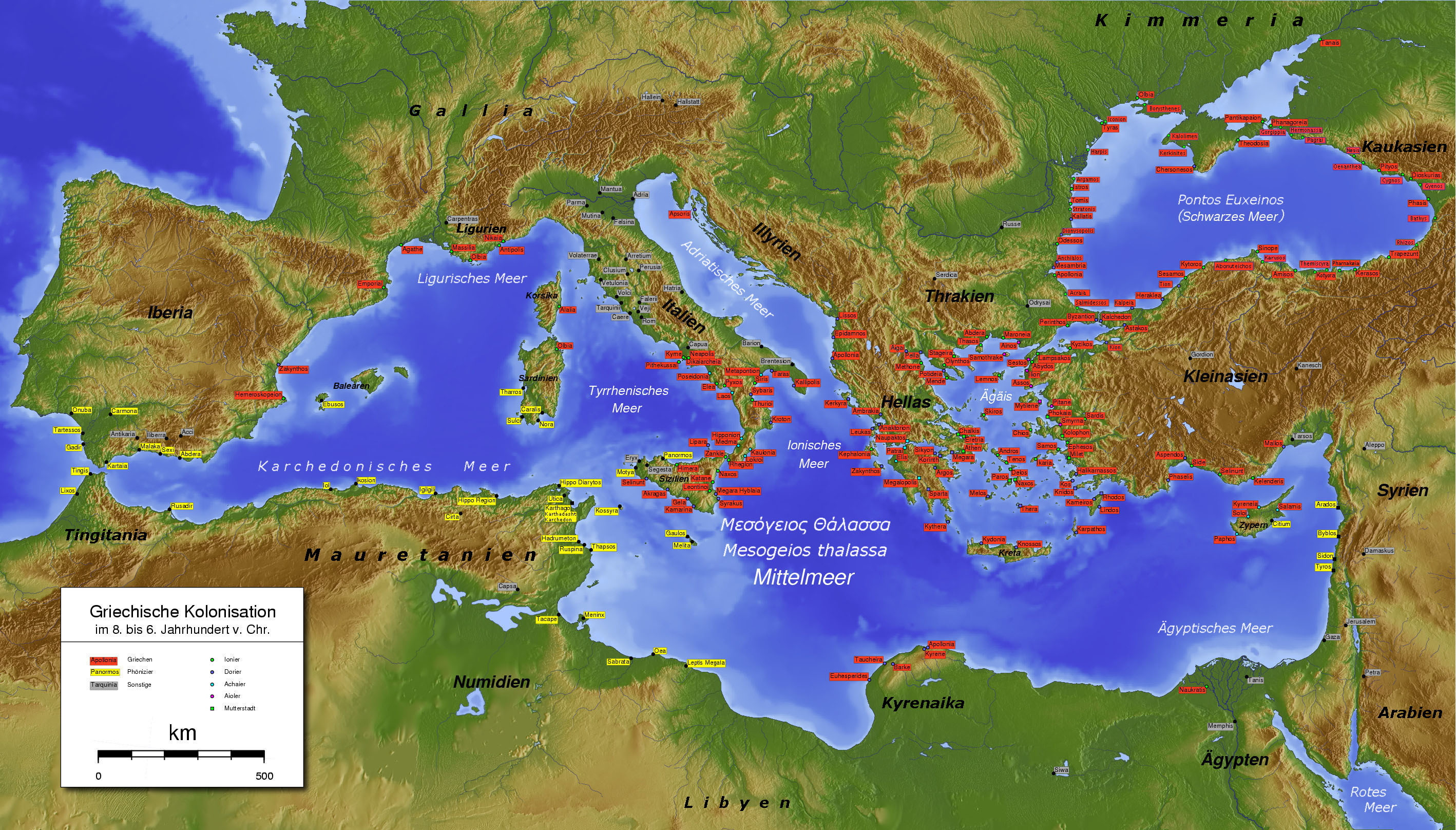
紀元前6世紀ごろの地中海。黄色はフェニキア人の植民都市、赤はギリシア人の植民都市、灰色はその他の植民都市である。

古代の植民都市とは、母体となる都市が領土を周辺に拡大するという形態ではなく、全く異なる場所に新たな都市国家を作ったものである。植民地と母都市のつながりは密接に保たれることが多く、様々な形態をとった。しかし近世～近代の帝国主義・植民地主義時代に主として西ヨーロッパ諸国の主権国家群が建設した植民地が先住民社会を領域的に包摂して母国の従属下に置いたのとは異なり、古代の都市国家が建設した植民都市は、先住民社会の海の中にあたかも島の様に自立して営まれ、母市からは政治的に独立した都市国家として運営された。

## 古代エジプトの植民地
古代エジプトでは、エジプト第1王朝より少し前からカナン南部に植民している。ナルメル王はカナンのラファフなどに陶芸工房を作らせ、製品をエジプト本国に輸出させていた。造船技術は古代エジプトでは紀元前30世紀かそれ以前から知られていた。アメリカ考古学会によれば、紀元前3000年ごろのものとされる全長約23メートルの船はホル・アハ王が作らせたものと見られている。

## フェニキアの植民地
紀元前1千年紀前半、地中海ではフェニキア諸都市が交易大国として栄えていた。エジプトやギリシャとも交易し、西は現在のスペインのガディル（現在のカディス）にまで交易航行拠点としての植民都市を築いた。ガディルからさらに大西洋航路を開拓し、錫の鉱石である錫石を豊富に産したグレートブリテン島とも交易路を築いた。特に有名で栄えたフェニキアの植民都市としては、ティルスを母都市として北アフリカに建設された Kart-Hadasht（Qart-ḥadašt、「新都市」の意）があり、後にカルタゴの名で知られるようになった。
後に、カルタゴが植民活動の主体となりカルタゴ・ノウァ（現カルタヘナ）等の植民都市を建設する。

## 古代ギリシアの植民地
古代ギリシアでは、外敵から逃れるためにもともとの居住地を去った敗者が植民都市を築くことがあった。時には市民同士が争うような内乱の結果、敗者が新たな都市を別の場所に建設することもあった。また、人口が過密になった際に内乱を未然に防ぐために新たな都市を建設することもあった。しかし大多数の植民都市建設の動機は、遠隔地との交易関係を確立し、母都市（ギリシア語ではメトロポリス）の繁栄に寄与することだった。トラキアには紀元前8世紀から植民都市が建設された。
古代ギリシアの30以上の都市国家が地中海世界全体に複数の植民都市を持っていた。植民都市の中でもミレトスは特に栄えた。紀元前9世紀後半から紀元前5世紀にかけて約90の植民都市が地中海沿岸各地にあり、東は黒海沿岸やアナトリア半島（現在のトルコ）から、西はイベリア半島南岸まで、アフリカ北岸にもいくつかの植民都市があった。
植民都市はアポイキア（ἀποικία）とエンポリア（ἐμπορία）に分類される。前者は独立した都市国家で、後者は交易拠点である。
ギリシアの都市国家が植民都市建設を始めたのは紀元前800年ごろのことで、シリア沿岸のアル・ミナやナポリ湾に浮かぶイスキア島のピテクサイ（エンポリア）が最初である。どちらもエウボイア島の都市国家を母都市とする。
暗黒時代からアーカイック期にかけて2度、ギリシアから海外に大量の入植者が流出した時期があった。最初は紀元前8世紀初めで、2度めは紀元前6世紀のことである。人口増加や人口が過密になったというだけではこれらの大量流出は説明できず、都市国家間の競争心からそれぞれの経済圏を拡大させるという経済的・政治的力学が背景にあったと見られている。このギリシアの膨張によって、地中海沿岸で硬貨の使用が盛んになった。

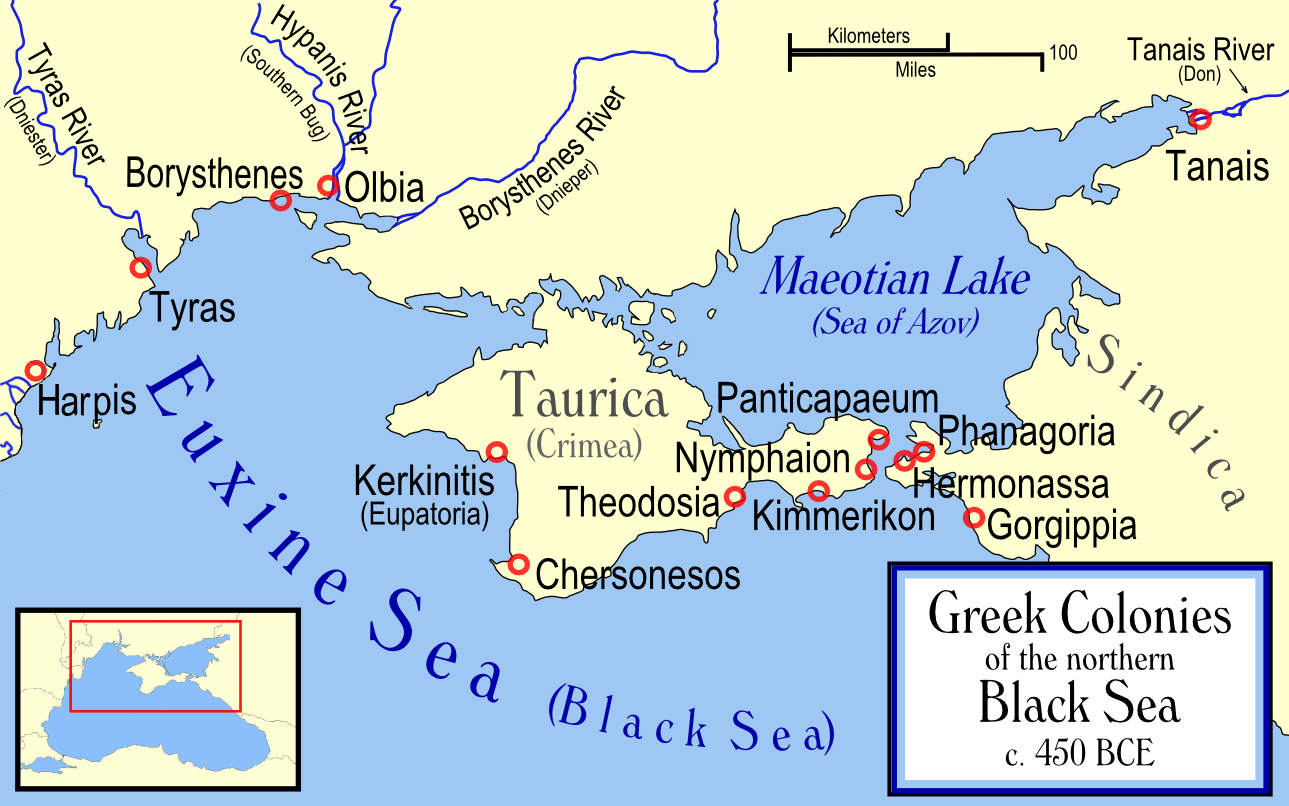
紀元前450年ごろの黒海北岸にあった古代ギリシアの植民都市

有力なギリシア植民都市としては、次の都市が挙げられる。
- キュメ（英語版）
- クーマエ
- パルテノペ（母都市:ハルキス/クーマエ）
- レギウム（母都市:ハルキス）
- ザンクレ（紀元前8世紀ごろ）
- シュラクサイ（母都市:コリントス/テネア、紀元前734年ごろ）
- ナクソス（母都市:ハルキス、紀元前734年ごろ）
- ビュザンティオン（現在のイスタンブール、母都市:メガラ、紀元前667年ごろ）
- ネアポリス（現在のナポリ、パルテノペから新都市を開発、紀元前6世紀）
- マッサリア（現在のマルセイユ、母都市:ポカイア、紀元前598年ごろ）
- エレア（ヴェーリア、母都市:ポカイア/マッサリア、紀元前540年ごろ）
- エンプリオン（現スペイン、母都市:ポカイア/マッサリア、紀元前6世紀初め）
- アンティポリス（現フランス、母都市:アカイア）
- アラリア（コルシカ島、母都市:ポカイア/マッサリア、紀元前545年ごろ）
- キュレネ（北アフリカ、母都市:ティーラ、紀元前762/61年と紀元前632/31年）

新たな植民には厳粛かつ神聖ないくつかの作法があった。ギリシアの都市から植民団を送り出すにあたっては、神託（特にデルポイ）を常に参照して日時を決めた。時にはある階級の市民を集めて植民団とし、時には息子が複数人いる各所帯から男を選んで植民団に入れることもあった。また、余所者で植民に参加を希望している者を入れることもあった。代表者が選ばれ、植民者の誘導や様々な手配を指揮した。植民都市の建設者は死後に英雄として崇められるのが一般的だった。聖火を植民都市まで持っていき、そこの聖地で燃やし続ける場合もあった。また、当時は各家庭に神殿があったため、そのような信仰も持ち込まれた。植民都市は建国から数世紀に渡って母都市に大使を送り、祭礼に奉献することを続けた。
植民都市と母都市（メトロポリス）の関係は一種の相互信頼と見ることができる。なんらかの見解の相違があったとしても可能な限り平和的に解決が図られ、戦争は最終手段とされた。建国憲章には、植民都市全般に共通の項目と特別な規定が含まれていた。母都市の運営方式がそのまま適用されることが多かったが、新都市は政治的には独立していた。植民都市がさらに別の植民都市を建設する場合、母都市が相談を受けるのが一般的で、少なくともリーダーを送ることを要請された。ギリシア本土で母都市が同盟を組織すると、植民都市はその同盟への支持を表明した。また、デルポイ、オリンピア、デロス島といった宗教的中心地には植民都市も敬意を表した。コリントスとその植民都市ケルキラの間で起きた論争がペロポネソス戦争の原因の1つになった点は注目に値する。アテナイは政治的独立性を持たない植民都市を作っており、これを クレルキー (klêrouchoi) と呼ぶ。その植民者（クレルキー）はアテナイの市民権を保持した。

## 古代ローマの植民地
古代イタリアにおいては、新たに征服した地を確保し続けるため、そこに植民都市（コロニア、ラテン語: Colonia）を築くという習慣があった。共和政ローマには常備軍がなく、一部市民を一種の守備隊として征服した町に送り込み、植民地化するのが通例だった。この守備隊はローマ市民権を持つ者が300人ほど含まれ、その他の一部はラテン同盟の諸都市の市民だった。coloniae civium Romanorum（ローマ市民の植民地）はイタリアの2つの海岸線の防衛を特に意図したもので、coloniae maritimae とも呼ばれた。特に数が多い coloniae Latinae はほとんどローマ本国と同じに扱われた。
入植者を指揮し居住地を建設する責任者として、通常3人から成る委員会が選ばれた。この委員は植民都市建設後もパトロン（パトロヌス）としてその都市と関係を保ち続けた。入植者は旗を先頭に掲げ隊列を作って征服した町に入り、特別な儀式で植民都市創立を祝った。植民都市は免税され、ローマを真似た独自の運営体制を作り、自前の元老院議員や役人を選出した。このような体制に原住民は従うことになった。coloniae civium Romanorum ではローマ市民権が保持されたが、前線基地としての役割があることから兵役が免除された。coloniae Latinae はソキイすなわち同盟国として仕え、その市民はラテン市民権を保持していた。ラテン市民権を持つ者は、コメルキウムすなわち財産取得権が保証され、ローマに住むこともでき、場合によってはローマ市民権を授与されることもあった。ただし、その権利には徐々に多くの制限が設けられていった。
グラックス兄弟の時代には植民都市は軍事的性格を失っていた。マリウスの軍制改革を経て植民地拡張はローマの最下層階級を養う手段とみなされるようになっていった。スッラ以降、それは退役軍人に土地を与える手段となっていった。植民都市建設の権利はユリウス・カエサルが一般市民から取り上げ、歴代ローマ皇帝がそれを引き継いだ。ローマ帝国時代には植民都市建設は属州における軍事基地設立と同義となった。属州の植民都市が免税されたのはイタリア半島内などの例外的なケースだけだった。